# 加藤慎也 (地方公務員)
加藤 慎也（かとう しんや）は、日本の地方公務員。愛知県公文書館長や、愛知県防災局長、愛知県総務部長等を経て、愛知県副知事。退任後、名古屋競馬代表取締役社長。

## 人物・経歴
東北大学法学部卒業後、愛知県入庁。防災局災害対策課長や、愛知県公文書館長、総務部総務課長、総務部法務文書課長、防災局長等を経て、2017年総務部長。2018年から中西肇の後任として副知事を務め、東三河を担当した。2020年名古屋競馬取締役。2022年名古屋競馬代表取締役社長。